# Villa Luganese
Villa Luganese (anticamente Villa) è un quartiere di 565 abitanti del comune svizzero di Lugano, nel Canton Ticino (distretto di Lugano).

## Storia

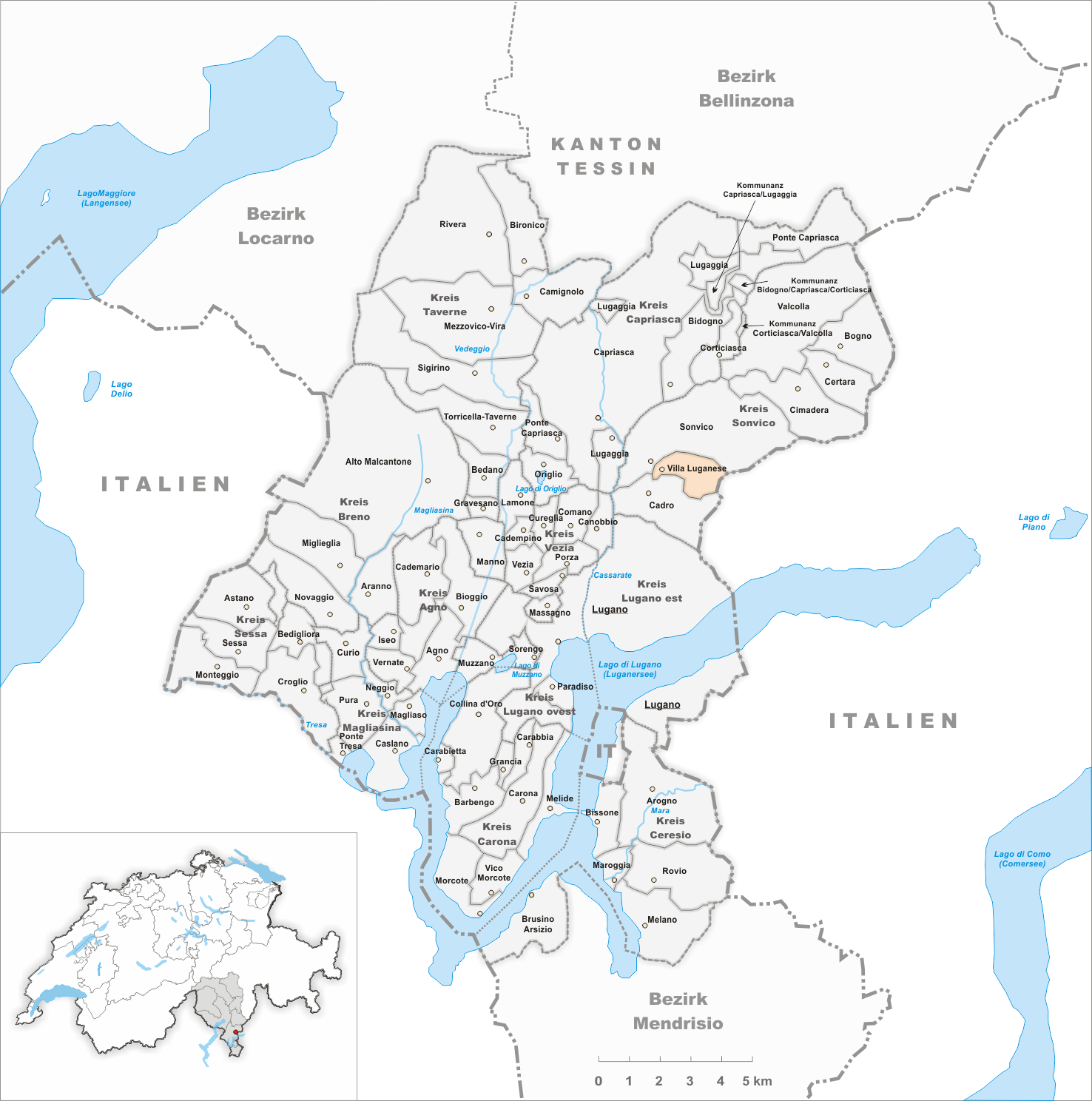
Il territorio del comune di Villa Luganese prima degli accorpamenti comunali del 2007

Già comune autonomo che si estendeva per 2,21 km², nel 2008 è stato accorpato a Lugano assieme agli altri comuni soppressi di Barbengo e Carabbia.

## Monumenti e luoghi d'interesse
- Chiesa di Santa Maria Assunta, attestata dal 1473 ma di origine tardomedievale, con interni barocchi[1] e portico rinascimentale[senza fonte];
- Oratorio di Santa Maria del Parlò, attestato dal 1597[senza fonte].

## Società

### Evoluzione demografica
L'evoluzione demografica è riportata nella seguente tabella:
Abitanti censiti

## Amministrazione
Ogni famiglia originaria del luogo fa parte del cosiddetto comune patriziale e ha la responsabilità della manutenzione di ogni bene ricadente all'interno dei confini del quartiere. L'ufficio patriziale è presieduto da Athos Vannini.